# Joan Antoni Almela i Llonet
Joan Antoni Almela i Llonet (València, 18 de maig de 1810 - ibídem, 24 de febrer de 1897) va ser un escriptor i periodista valencià.

## Biografia
Va cursar els seus primers estudis amb els jesuïtes de València. Des de molt jove, el seu pare, que era cap d'Hisenda, volia que fes la seva mateixa carrera, en la qual va romandre molts anys.
A València va col·laborar en el periòdic literari El Fénix i a El Liceo Valenciano -òrgan del liceu del mateix nom, de què va ser soci-, pertanyent a les seccions de Literatura i de Declamació. Esdevingué secretari general de la corporació, i després vicepresident, vicepresident de la secció de Ciències i Literatura, i president de la de Declamació.
Es va traslladar a Madrid i el 1855 va ser col·laborador de la revista El Museo Universal, que publicava la casa editorial de Gaspar i Roig. Amb el pseudònim de «Julio Febrero», Almela va ser un dels col·laboradors més assidus de El Pensamiento de Valencia, un diari que es feia dir «neocatòlic» dirigit per Antonio Aparisi i Guijarro, parent i amic íntim seu.
Sent cap d'Hisenda a la Direcció General de rendes estancades, el 1864 va demanar una excedència, i després d'haver treballat fins al 1868 a diverses empreses particulars, es va dedicar plenament al periodisme.
Durant el Sexenni Revolucionari va fundar i va dirigir el periòdic satíric La Mano Oculta (1869), que va tenir curta durada, i va ser redactor del diari tradicionalista La Regeneración, que dirigia Antonio Juan Vildosola. Quan aquest va deixar el càrrec, Almela esdevingué director durant dos anys, fins que va tornar a adquirir la propietat del diari el comte de Canga Arguelles, amb qui Almela va seguir com a primer redactor.
Quan Amadeu de Savoia fou coronat Almela va publicar a La Regeneración un article-protesta en què deia que el rei era «fill d'un excomunicat» i «fill del carceller del Papa i botxí del catolicisme», motiu pel qual fou condemnat per injúries i empresonat durant aproximadament un any. Va continuar després com a redactor fins que el govern va suprimir la publicació del diari el 1874, després del cop d'Estat de Pavia. Aquest mateix any dirigiria un altre diari titulat primerament El Correo de Madrid i després El Correo de España.
Després de la guerra de 1872-1876, va seguir col·laborant amb la premsa carlina, sent redactor dels diaris madrilenys La Fe i El Fénix, i dels valencians El Zuavo i El Almogàver. Partidari de la Unió Catòlica d'Alejandro Pidal, a la dècada del 1880 va reconèixer a Alfons XII i va ser col·laborador dels diaris La Unión i La Unión Católica. També va col·laborar a La Ilustración Católica.
Va escriure obres literàries dramàtiques i durant la seva joventut va conrear la poesia, obtenint alguns premis, entre ells una medalla de plata sobredaurada, al certamen de València l'any 1867, amb motiu del centenari de la Mare de Déu dels Desemparats, i com a premi d'una oda a la Santa Patrona dels valencians. També va aconseguir títols al reconeixement de Lo Rat Penat. Va ser un dels precursors de la Renaixença, escrivint diverses composicions en llengua catalana.